# Giacomo Spissu
Giacomo Spissu (Giave, 7 giugno 1950) è un sindacalista e politico italiano, sindaco di Sassari dal 1994 al 1995.

## Biografia
Laureato in pedagogia, è stato segretario provinciale dell'ARCI di Sassari fino al 1976. Dal 1977 è stato segretario provinciale della CGIL Scuola di Sassari fino al 1980; da tale anno fa parte della segreteria confederale provinciale della CGIL, poi ricopre il ruolo di segretario generale sempre della CGIL sassarese dal 1984 al 1989.
Esponente del Partito Socialista Italiano, viene eletto consigliere comunale di Sassari nel 1990, prima di diventare assessore; è poi stato sindaco dall'agosto 1994 al maggio 1995.
In seguito per i Democratici di Sinistra è consigliere regionale dal 1999 e presidente del Consiglio regionale sardo dal 2004 al 2008.